# Iftar

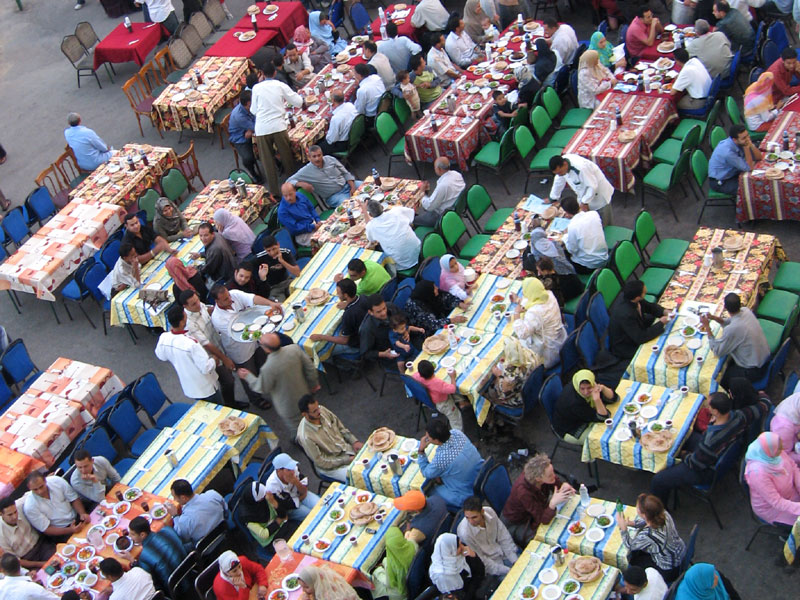
Comida durante o Ramadão, conhecida como Iftar.

Iftar (em árabe: إفطار) é a refeição ingerida durante a noite com a qual se quebra o jejum diário durante o mês islâmico do Ramadão. O Iftar durante o Ramadão faz-se de maneira comunitária, com grupos de muçulmanos que se reúnem para quebrar o jejum. O Iftar tem lugar logo depois do Maghrib (pôr-do-sol). Tradicionalmente, uma tâmara costuma ser o primeiro alimento que se consome no Iftar.